# Dan Broström
Daniel (Dan) Broström (1. februar 1870 i Kristinehamn – 24. juli 1925 i Trönninge) var en svensk skibsreder og politiker.

## Historie
Dan Broström blev student på Göteborgs realläroverk i 1889, og blev umiddelbart efter ansat i farens rederi imens han uddannede sig på forskellige skoler i ind- og udland. Han blev hurtigt en del af ledelsen, og var meget aktiv i udviklingen af Broström Rederi.
Han blev også politiker hos Liberala samlingspartiet og havde mange forskellige poster. Broström var blandt andet søminister i Sverige fra 1914 til 1917.
Broström omkom 24. juli 1925 ved en trafikulykke i Trönninge syd for Halmstad. Han blev begravet i familiegravstedet på "rigmandsbakken" på Östra kyrkogården i Göteborg.

## Familie
Dan Broström var søn af Axel Broström og Mathilda Olsson. Han blev gift den 21. november 1906 i Göteborg med Anna Ida Broström, og blev senere far til Dan-Axel Broström og flere døtre.